# سالوماو موندلين
سالوماو موندلين (بالبرتغالية: Salomão Mondlane‏) هو لاعب كرة قدم موزمبيقي، ولد في 2 أكتوبر 1995 في مابوتو في موزمبيق.